# Philip Paul Bliss

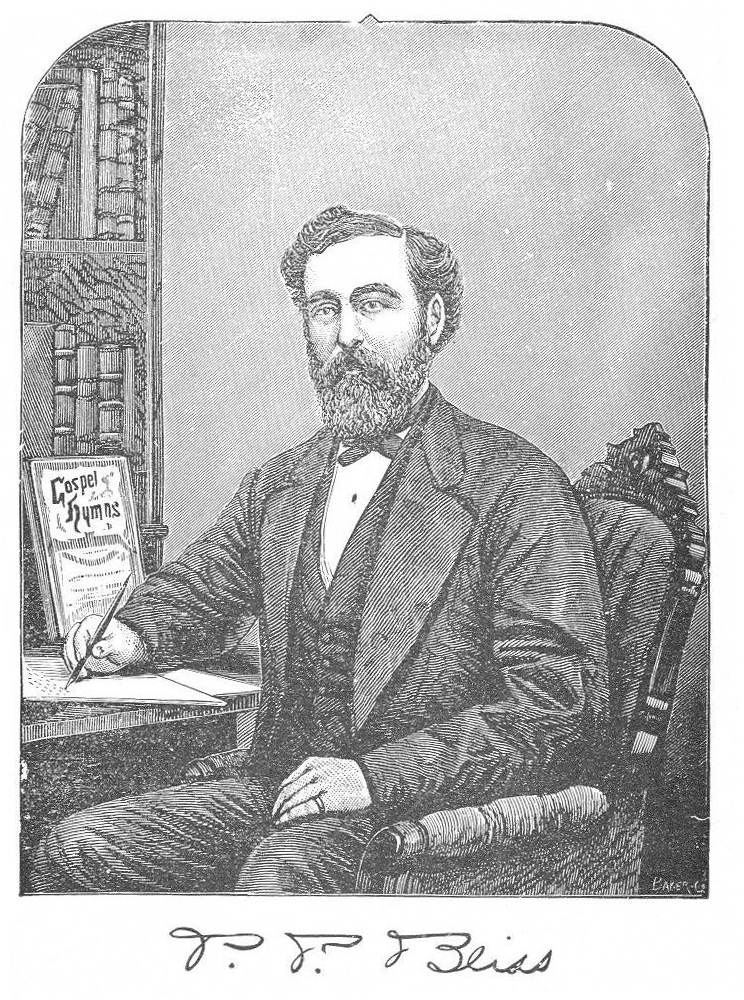
Philip Paul Bliss från boken Moody's Anecdotes And Illustrations av Dwight L. Moody.

Philip Paul Bliss, född 9 juli 1838 i Clearfield County i Pennsylvania, död 29 december 1876 i Ohio, var en amerikansk kompositör, sångare och evangelist. 
Bliss uppges redan som barn ha varit särskilt musikalisk. Som sjuåring tillverkade han pipor av vassrör och blev hänryckt då han vid tio års ålder hörde pianomusik för första gången. Bliss kom till medveten tro på Gud i 14-årsåldern. Vid 19 års ålder gick han en musikskola och blev snart själv musiklärare, förutom att han var engagerad som söndagsskollärare. Fr.o.m. år 1870 var Bliss sångledare i en kongregationalistisk församling i Chicago. Under påverkan från Dwight L. Moody blev han år 1874 sångarevangelist. Men bara några år därefter omkom han och hans hustru när en järnvägsbro rasade i Ohio.
Philip Paul Bliss finns representerad i flera psalmböcker: Den svenska psalmboken 1986 med två originaltexter varav en är tonsatt av honom också (nr 281 och 148), Lova Herren 1988, Psalmer och Sånger 1987 (P&S) och Frälsningsarméns sångbok 1990 (FA) samt med ett flertal psalmer i Hemlandssånger 1891, Svenska Missionsförbundets sångbok 1894 (SMF 1894) och Svenska Missionsförbundets sångbok 1920 (SMF 1920) och Segertoner 1930 och Segertoner 1960.

## Psalmer
- Bröllopet tillrett står (FA 327, SMF 1920 nr 204) enbart musiken
- Döden är dödad, segern är vunnen (SMF 1894 & 1920 nr 133)
- Ett tillbud har om frälsning (Segertoner 1930 nr 122)
- Evigt strålar Faderns kärlek (FA nr 608, P&S nr 458) text i svensk översättning av Erik Nyström. Finns på Wikisource. Tonsatt melodin 1874 som också används till:
  - Herre, tag du in mitt sinne (P&S nr 416)
- Faderns mildhet härligt glänser (Segertoner 1930 nr 414)
- Fast i Herrens sanning stå (Segertoner 1960 nr 10) Finns på Wikisource.
- Fast jag genom mörka dalen måste gå (SMF 1920 nr 456 i)
- Friad från lagen frälsning jag funnit (Segertoner 1930, nr 76)
- Gud ske lov! Han är uppstånden. (SMF 1894 nr 85 & SMF 1920 nr 151) svensk översättning av Erik Nyström
- Har du smakat Herrens nåd? (SMF 1920 nr 267) svensk översättning av Erik Nyström. Tidigare översättning:
  - Har du smakat faderns nåd (SMF 1894 nr 198)
- Hell dig, törnekrönte Konung (FA nr 730) enbart musiken
- Hemåt det går över berg, över dal (FA nr 835) enbart musiken
- Herren Gud har oss lofvat (SMF 1894 & 1920 nr 142)
- Herre, nu åt dig jag giver allt jag har och allt jag är (FA 408) enbart musiken
- Herre, tag du in mitt sinne (SMF 1894 nr 388) melodin används även till:
  - Evigt sprider faderns fyrbåk (SMF 1894 nr 584)
  - Hör, hur Herren Jesus ropar [SMF 1894 nr 590)
  - Snart gå evighetens portar (SMF 1894 nr 695)
- Hvar och en, som hör (SMF 1894 & 1920 nr 130)
- Jag gav mitt liv för dig (FA 416) enbart musiken, Finns på Wikisource., som även används till:
  - Jag gaf mitt lif i döden (SMF 1894 nr 197)
- Jag vet ej, när klockan för mig skall slå (SMF 1894 nr 475 & SMF 1920 nr 460) svensk översättning av Erik Nyström
- Jag vill sjunga om min Jesus (Segertoner 1930 nr 134)
- Jesus Kristus är uppstånden (1986 nr 148), tonsatt melodin 1876 som också används till:
  - Tacken konungarnas Konung (Lova Herren nr 12) Finns på Wikisource.
- Kom; här är bröllopsfest (SMF 1894 & 1920 nr 125)
- Kämpa för ett ädelt mål (FA nr 624) text och musik 1873
- Ljus är min stig då jag vandrar med dig (FA nr 850) enbart musiken
- Mer helighet giv mig (1986 nr 281, SMF 1920 nr 276) text och tonsatt 1873 Finns på Wikisource.. Melodin används också till:
  - Ack, Herre, föröka Din nåd över mig (SMF 1894 nr 399 & SMF 1920 nr 398) Svensk översättning av Erik Nyström
- Nästan en kristen (Kom nr 43) Finns på Wikisource.
- O Gud, till dig min själ ser opp (FA nr 766) enbart musiken
- O Jerusalem, du gyllne, underbara stad (FA nr 704) text och musik 1877
- O syndare, dröj ej (SMF 1894 & 1920 nr. 147),
- Röj väg för Kristus, Frälsaren (FA nr 636) enbart musiken
- Se, kamrater, vilka skaror mot fördärvet går (FA nr 637) enbart musiken 1870
- Ser du Daniel, som faller neder (SMF 1920 nr 48) Finns på Wikisource.
- Stäm upp ånyo samma sång (SMF 1894 nr 250 & SMF 1920 nr 257) Svensk översättning av Erik Nyström
- Sök ej Kristus bland de döda  (Segertoner 1930, nr 94)
- Till fridens hem, Jerusalem (FA nr 709) enbart musiken 1876
- Upp, kamrater, se baneret (SMF 1920 nr 590 i) översättning av Ho! my comrades, see the signal
- Var och en som hör – o, dyrbara ord (FA nr 372), (Hemlandssånger 1891, nr 240) text 1869-70 och musik 1870 Finns på Wikisource.
- Var och en som vill (Segertoner 1930 nr 356)
- Vi stämma upp en fröjdesång (Segertoner 1930 nr 114)
- Vill du möta mig vid källan
- Vill du möta mig där ofvan (SMF 1894 nr 481)
- Åter, åter för mig beskriv (FA nr 598) text och musik före 1876

I The English Hymnal with Tunes, 1933, är han representerad med en psalm, Ho! my comrades, see the signal (nr 570), som Bliss både diktade texten och komponerade melodin till. Denna psalm finns också med i The Song-Book of the Salvation Army (London, 1986) som nr 804 under rubriken "The Salvation soldier. Warfare."